# Les Diamants
Les Diamants foi uma banda estoniana de punk de garagem formada em 2004.

## Integrantes
- Hannele Turu – vocal
- Mart Niineste – guitarra
- Sven Oeselg – baixo
- Oliver Koit – bateria

## Discografia
- 2005: Fortune Fools